# Campinorte
Campinorte este un oraș în Goiás (GO), Brazilia.